# Khất Khất Trọng Tượng
Khất Khất Trọng Tượng hay Đại Trọng Tượng (Dae Jung-sang) là phụ thân của Đại Tộ Vinh (Dae Joyeong), người sáng lập nên vương quốc Bột Hải. Mặc dù con ông mới được công nhận là người sáng lập nên vương quốc, nhiều sử gia vẫn coi Dae Jung-sang là nhân vật hỗ trợ và lãnh đạo chính trong việc thành lập Bột Hải. Miếu hiệu của ông là Thế Tổ, thụy hiệu là Liệt Vương.

## Bối cảnh
Mặc dù Dae Jung-sang sinh ra tại Cao Câu Ly (Goguryeo), các thư tịch cổ Trung Hoa ghi rằng ông có nguồn gốc Mạt Hạt (Malgal).  Theo hướng ngược lại, nhiều nguồn thư tịch Triều Tiên và Cựu Đường thư cho rằng ông là người thuộc sắc tộc Cao Câu Ly, và xuất thân từ một gia đình quý tộc đã tồn tại từ khi thành lập Cao Câu Ly.
Nhà Đường đã xâm lược Cao Câu Ly với cuộc chiến vào năm 645. Tướng Dae Jung-sang là một người tham gia trong cuộc chiến này tại thành An Thị và góp công đánh bại quân Đường. Năm 647 - 648 quân đội nhà Đường liên tục vượt biển tấn công các thành trì biên giới Cao Câu Ly. Năm 661 - 662 Dae Jung-sang tiếp tục cùng Yang Manchun và Uyên Cái Tô Văn đánh bại quân Đường xâm lược lần 2. Sau cái chết của Uyên Cái Tô Văn (Yeon Gaesomun) năm 666, quân đội nhà Đường do Lý Tích chỉ huy xâm lược Cao Câu Ly lần thứ 3 cùng quân Khiết Đan (do Tiết Nhân Quý, Lý Tận Trung, Tôn Vạn Vinh chỉ huy), quân Tân La (do Kim Yu-shin chỉ huy), quân Cao Câu Ly trung thành với Uyên Nam Sinh (do Uyên Nam Sinh chỉ huy) và chinh phục thành công Bình Nhưỡng năm 668. Bảo Tạng Vương và Đại ma li chi Uyên Nam Kiến bị quân Đường bắt giải sang nhà Đường. Mặc dù thất thủ Bình Nhưỡng, hầu hết lãnh thổ Cao Câu Ly không được bình định hoàn toàn và nằm dưới sự ảnh hưởng của Đường. Do vậy, rất nhiều phong trào phục quốc đã nổ ra nhằm chống lại nhà Đường.

## Phong trào phục hồi Cao Câu Ly
Đường Cao Tông phong Tiết Nhân Quý làm An Đông đô hộ ở An Đông đô hộ phủ tại Bình Nhưỡng. Dae Jung-sang tiếp tục xây dựng lực lượng và tham gia nghĩa quân của Kiếm Mưu Sầm đưa Cao An Thắng lên ngôi vua, tái lập Cao Câu Ly ở Hán Thành (nay là Seoul), nước Tân La cũng gửi quân hỗ trợ nghĩa quân Cao Câu Ly. Năm 674 nước Tân La thất bại trước quân Đường thì móc nối Cao An Thắng giết Kiếm Mưu Sầm, rồi Cao An Thắng hàng Tân La, nghĩa quân tan rã. 
Năm 676, Đường Cao Tông dời An Đông đô hộ phủ từ Bình Nhưỡng sang Liêu Đông, nước Tân La liền xua quân chiếm gần hết báo đảo Triều Tiên. Năm 677, Đường Cao Tông phong Bảo Tạng Vương làm Triều Tiên vương và đô đốc Liêu Đông châu (Hangul: 요동주도독 조선왕 Hanja:遼東州都督朝鮮王, Hán Việt: Liêu Đông châu đô đốc Triều Tiên Vương) của An Đông đô hộ phủ, rồi cử ổng ấy sang An Đông đô hộ phủ ở Liêu Đông để trấn an lòng dân Cao Câu Ly. Tuy nhiên Bảo Tạng Vương lại thành lập hội Đông Minh Thiên Khí Cái Thế (東明天氣盖世) (Dae Jung-sang cũng tham gia hội này) và liên minh với các bộ tộc Mạt Hạt (tổ tiên của người Nữ Chân) do Khất Tứ Bỉ Vũ (Gulsabiwu) cầm đầu tiến hành ám sát các quan lại nhà Đường ở An Đông đô hộ phủ. Năm 681 Tiết Nhân Quý phát hiện Bảo Tạng Vương là thủ lĩnh Đông Minh Thiên hội thì tiến hành bắt Bảo Tạng Vương và đàn áp Đông Minh Thiên hội, bắt cả Dae Jung-sang và giải sang nhà Đường.
Hầu hết các quý tộc Cao Câu Ly, bao gồm cả Dae Jung-sang đã bị đưa tới Doanh Châu (營州), quê hương của người Khiết Đan. Doanh Châu khi đó đã trở thành một phần của An Đông đô hộ phủ của nhà Đường, và điều này khiến người Khiết Đan nổi giận. Dae Jung-sang sau đó thoát khỏi Doanh Châu, còn Bảo Tạng Vương bị lưu đày sang Tứ Xuyên và qua đời ở đó năm 682.
Năm 696, người Khiết Đan của Lý Tận Trung và Tôn Vạn Vinh, Lý Giai Cố đã nổi dậy, giết chết An Đông đô hộ Triệu Văn Hối và đưa Doanh Châu của nhà Chu (đời vua Võ Tắc Thiên) trở lại quyền kiểm soát của mình. Dae Jung-sang cùng con trai Đại Tộ Vinh (Dae Jo-Young) đã liên minh với thủ lĩnh Bạch Sơn Mạt Hạt là Khất Tứ Bỉ Vũ (걸사비우, 乞四比羽 bính âm: Qǐsì bǐyǔ) hỗ trợ cho người Khiết Đan lập quốc Đại Khiết Đan quốc. Đến năm 697 Đại Khiết Đan quốc sụp đổ sau khi bị liên quân nhà Chu - Đột Quyết đánh bại. Hai tướng của Đại Khiết Đan quốc là Lý Giai Cố (李楷固) và Lạc Vũ Chỉnh (駱務整) quy hàng Võ Tắc Thiên.
Sau đó Dae Jung-sang và Khất Tứ Bỉ Vũ vân tiếp tục chống lại nhà Chu của Võ Tắc Thiên vào năm 698. Theo Tân Đường thư, Võ Tắc Thiên đã phái sứ giả sắc phong cho Đại Trọng Tượng là Chấn Quốc công và phong cho Khất Tứ Bỉ Vũ là Hứa Quốc công để yên lòng họ. Khất Tứ Bỉ Vũ đã từ chối chức danh Hứa Quốc công này. Võ Tắc Thiên phái Lý Giai Cố dẫn 200.000 quân Chu tấn công Đại Trọng Tượng và Khất Tứ Bỉ Vũ. Hai lãnh đạo đã chống lại cuộc tấn công của Đường nhưng đành phải rút lui. Cả Khất Tứ Bỉ Vũ và Đại Trọng Tượng đều chết trong cuộc chiến, nhưng Đại Tộ Vinh đã lãnh đạo những quân lính Cao Câu Ly và Mạt Hạt còn lại đã đánh bại quân Chu trong Trận Thiên Môn Lĩnh năm 698, lập nước Đại Chấn, rồi đổi quốc hiệu Đại Chấn sang Bột Hải năm 712.

## Gia đình
Người nổi bật nhất trong các người con trai của ông là Đại Tộ Vinh. Ngoài ra, ông còn có một người con khác là Đại Dã Bột (대야발, Dae Ya-bal), dòng dõi hoàng gia Bột Hải gồm hai nhánh, một là hậu duệ của Đại Tộ Vinh và một là hậu duệ của Đại Dã Bột.

## Di sản
Việc thiết lập một nhà nước kế thừa Cao Câu Ly của ông đã đặt nền móng cho việc thành lập một vương quốc hùng mạnh hơn là Bột Hải. Mặc dù ông đã từng trải qua nhiều thử thách và khó khăn song hầu hết mọi người đều nhớ đến con trai ông, Đại Tộ Vinh như là người sáng lập nên Bột Hải. Các hậu duệ của ông tiếp tục nắm quyền điều hành đất nước trong hàng thế kỷ sau.
Mặc dù Bột Hải cuối cùng sụp đổ, nó cũng đã để lại một di sản nữa. Thế tử cuối cùng của Bột Hải là Đại Quang Hiển đã nhanh chóng tập hợp các quý tộc của vương quốc và đào thoát sang Cao Ly để ẩn náu. Cao Ly Thái Tổ sẵn sàng tiếp đón họ và gia tộc Đại (Dae) tiếp tục tồn tại cho đến ngày nay với tên gia tộc Tae ở Hyeop-gye (협계 태씨).